# Plech
Plech är en köping (Markt) i Landkreis Bayreuth i Regierungsbezirk Oberfranken i förbundslandet Bayern i Tyskland.
Köpingen ingår i kommunalförbundet Betzenstein tillsammans med staden Betzenstein.